# Итодже, Маро
Огенемаро Майлз «Маро» Итодже (англ. Oghenemaro Miles 'Maro' Itoje; родился 28 октября 1994 года в Лондоне) — английский профессиональный регбист, выступающий за «Сарацинов» и сборную Англии на позициях лока и фланкера. В 2017 году получил вызов в состав «Британских и ирландских львов» в их турне по Новой Зеландии, где стал игроком основного состава. Лучший регбист Европы 2016 года.

## Детство и начало карьеры
Маро родился в лондонском боро Камден, куда его родители, Эфе и Флоренс Итодже, переехали в Англию из Нигерии в 1992 году. Он посещал школу Святого Георгия в Харпендене, где учился в параллельных классах со своими будущими партнёрами по сборной Оуэном Фарреллом и Джорджем Фордом. Там троица выступала за школьную регбийную команду, а затем и в детских секциях местного клуба «Харпенден». Тем не менее регби Маро не ограничивался — он также занимался атлетикой (толканием ядра), баскетболом и футболом. В возрасте 16 лет Маро получил регбийную стипендию в Хэрроу, одном из наиболее престижных учебных заведений страны, а после вызывался в сборные U18 и U19.

## Клубная карьера
Итодже дебютировал за «Сарацинов» в матче Англо-валлийского кубка против «Кардифф Блюз», когда ему было 19 лет. После этого он отправился в аренду в партнёрский клуб «Олд Олбэниан», выступавшем на тот момент в любительской Национальной лиге 1. В своём первом полноценном сезоне за «Саррис» Маро вышел на поле в 23 матчах и выиграл свой первым клубный трофей, став чемпионом Англии. Ещё до завершения сезона впечатляющие выступления молодого лока были вознаграждены подписанием долгосрочного контракта. Регбист сыграл в обоих решающих матчах клуба — проигранном «Клермону» полуфинале Кубка чемпионов и победном финале Премьер-лиги, где его выступления были высоко оценены как тренерами, так и экспертным сообществом.

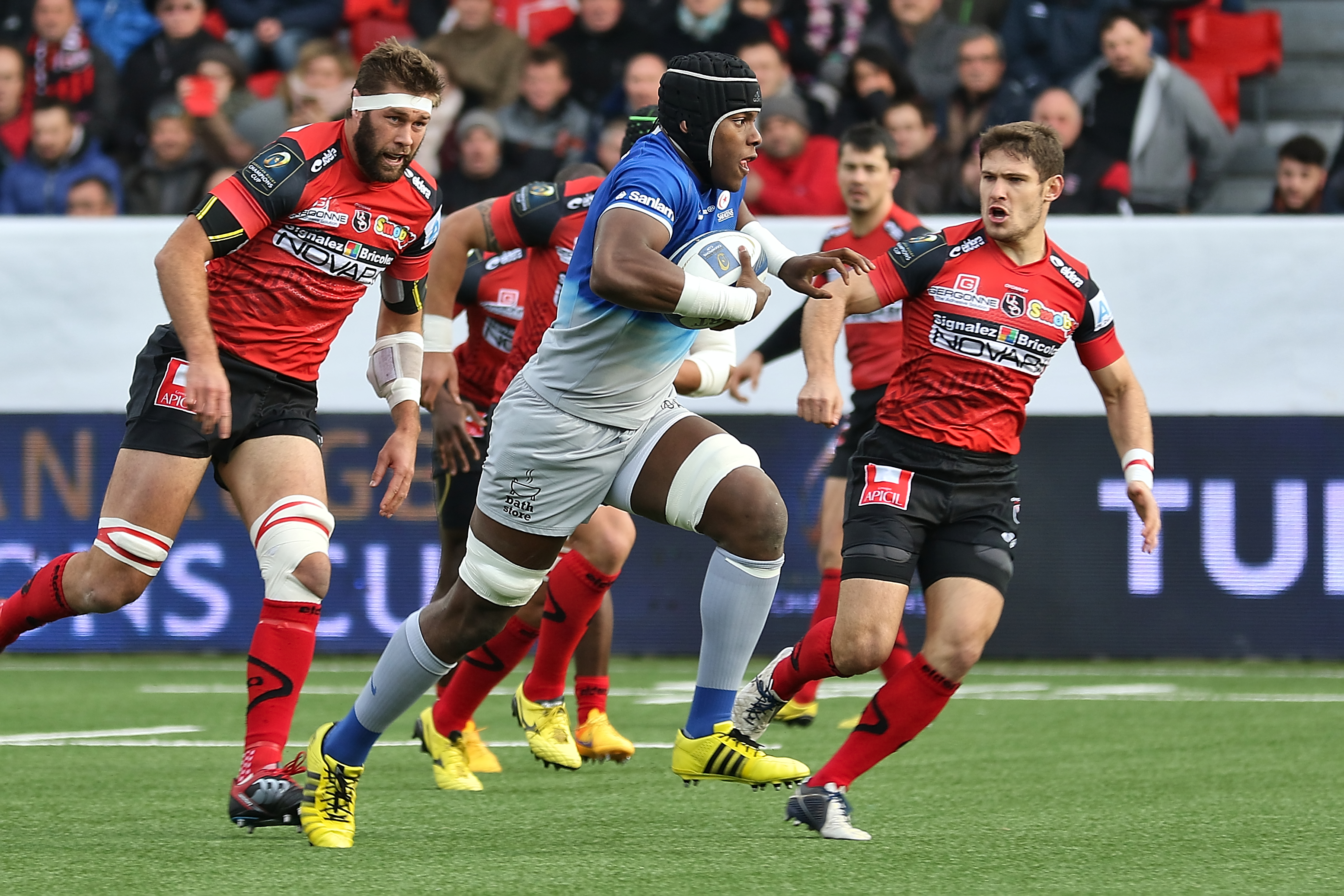
Маро Итодже (с мячом) прорывает оборону «Ойонны», декабрь 2015 года.

Настоящего прорыва Итодже добился в сезоне 2015/16, когда «Сарацины» выиграли исторический дубль, завоевав титулы чемпионов Англии и Европы. Уже к середине сезона он стал безальтернативным выбором во второй линии клуба и получил звания лучшего игрока Премьер-лиги в декабре. Свою лучшую игру Итодже показал в плей-офф Кубка европейских чемпионов, где во всех матчах, в том числе и финальном, признавался игроком матча. Благодаря этому Маро стал четвёртым подряд англичанином, признанным лучшим игроком года в Европе; кроме того, Ассоциация регбистов Англии признала его лучшим молодым игроком сезона.
В ноябре 2016 года он добился и всемирного признания — Маро был назван прорывом года по версии World Rugby, а также попал в короткий список на звание лучшего регбиста года, хотя и уступил Бьюдену Барретту. К концу сезона Итодже не снизил уровень своих выступлений и третий год подряд получил звание лучшего молодого игрока клуба. На этот раз «Сарацины» не сумели стать чемпионами страны, потерпев поражение в полуфинале, однако в решающем матче Кубка европейских чемпионов праздновали победу второй сезон подряд, убедительно обыграв «Клермон».

## Международная карьера

### Сборная Англии
В 2014 году Итодже получил вызов в молодёжную сборную Англии, с которой стал победителем чемпионата мира в своей возрастной категории, при этом лок был капитаном команды и сыграл во всех матчах на турнире. Зимой 2015 года Маро играл за «Ингленд Сэксонс», вторую сборную страны, а в мае получил приглашение присоединиться к тренировочному лагерю главной команды перед домашним чемпионатом мира. Однако в финальную заявку 20-летний регбист не попал и избежал неудачи на турнире, что, впрочем, лишь подстегнуло ведущие СМИ рассуждать о необходимости скорейшего дебюта Итодже в сборной Англии и даже вручения ему капитанской повязки в его первом матче.
Своего вызова в первую сборную Маро дождался накануне Кубка шести наций 2016, к которому англичан готовил уже новый тренер, австралиец Эдди Джонс. Он дебютировал в игре против сборной Италии, в которой вышел на замену в заднюю линию вместо Джейми Хаскелла, а затем выходил в стартовом составе во всех остальных матчах турнира, но уже на своей основной позиции лока. В игре с валлийцами он совершил 14 успешных захватов и выиграл 4 коридора, что обеспечило Маро звание игрока матча. В последнем туре англичане встретились со сборной Франции, а Итодже вместе со своим партнёром по клубу Джорджем Круисом составили вторую линию команды. Два лока показали мощную игру в обороне и тем самым поучаствовали в первом с 2003 года завоевании сборной Англии большого шлема. Летом того же года Маро был вызван в австралийское турне национальной команды, где сыграл все три победных тестовых матча и вновь показал впечатляющий уровень, однако ноябрьские тесты он пропустил из-за перелома руки в матче «Сарацинов».
Итодже успел восстановиться к Кубку шести наций 2017, перед которым Эдди Джонс приготовил для молодого игрока новую тактическую роль — блайндсайд-фланкера, чтобы утяжелить схватку англичан. Несмотря на поражение от сборной Ирландии, красно-белые второй год подряд завоевали трофей, а Маро сыграл во всех пяти матчах турнира и вновь собрал хорошую прессу. По ходу турнира Итодже обратил на себя внимание скаутов американского футбола, искавших потенциальных новичков для команд NFL.

### «Британские и ирландские львы»
После успешных выступлений за клуб и сборную Итодже стал одним из фаворитов на место в новозеландском турне «Британских и ирландских львов» 2017 года. 19 апреля главный тренер команды Уоррен Гэтленд объявил состав, и Маро оказался в изначальном списке, став «Львом» под номером 825. Регбист вышел на поле в трёх нетестовых матчах (против «Блюз», «Крусейдерс» и сборной маори) и занёс одну попытку. В первом тестовом матче Итодже был вынужден довольствоваться выходом на замену вместо Алана Уина Джонса, однако лишь за 33 минуты на поле он успел получить довольно высокую оценку от журналистов (7.5/10 от Daily Express и 7/10 от The Guardian). Во второй игре против «Олл Блэкс» Маро вышел уже в основном составе. Встреча закончилась исторической победой европейцев со счётом 24:21, а Итодже удостоился всяческих похвал за свою оборонительную игру. В последнем и решающем матче серии игрок вновь попал в основной состав. Встреча закончилась вничью 15:15, а Маро снова показал отменную игру в обороне — он несколько раз «украл» мяч в чужом коридоре и в первом тайме постоянно находился в гуще событий, выигрывая раки.

## Достижения

### Командные
| «Сарацины» - Премьер-лига - Победитель (2): 2014/15, 2015/16 - Кубок европейских чемпионов - Победитель (2): 2015/16, 2016/17 - Англо-валлийский кубок - Победитель: 2014/15 | Сборная Англии - Кубок шести наций - Победитель (2): 2016, 2017 - Большой шлем: 2016 |

### Индивидуальные
- Лучший молодой игрок «Сарацинов» (3): 2015, 2016, 2017.
- Регбист года в Европе по версии EPCR: 2016.
- Прорыв года по версии World Rugby: 2016.

## Вне регби
Помимо регби у Итодже очень широкий круг интересов. Маро пишет стихи, а в школе он пел в хоре. Регбист получает образование в Лондонском университете, где учится по программе бакалавра политологии в отделении восточных и африканских исследований. Он особенно сосредоточен на изучении либерального феминизма и Биафранское движение за независимость. Кроме того, Итодже собирает предметы африканского искусства и поддерживает лондонский Арсенал.